# 英特拉泰克TEC-9半自動手槍
英特拉泰克TEC-DC9（TEC-9）是一款由喬治·凱爾格倫所設計、英特拉泰克公司所生產的反沖作用式半自動槍械，被美國菸酒槍炮及爆裂物管理局（英語：Bureau of Alcohol, Tobacco, Firearms and Explosives，簡稱：ATF）歸類為手槍，發射9×19公釐帕拉貝倫口徑手枪子彈。
TEC-9是由瑞典國際動力公司（英語：Interdynamic AB）的美國分公司英特拉泰克公司所設計及生產的民用槍械。TEC-9、TEC-DC9和AB-10三個型號都可被稱為TEC-9，雖然只有一個型號是根據該名稱向市場出售。
TEC-9是由廉價的模塑成型聚合物和沖壓鋼部件所製成。供彈具為10、20、32、50發彈匣或是更大容量的72發彈鼓。

## 概述
瑞典斯德哥爾摩的瑞典國際動力公司曾經設計過瑞典國際動力MP-9 9×19毫米口徑衝鋒槍。它本來是以軍用型卡爾·古斯塔夫M/45為原型的廉價衝鋒槍，並且試圖用以取代後者在軍事上的應用，可惜瑞典國際動力公司並沒有找到任何政府買家。加上瑞典槍械管理法律非常嚴格，於是廠商把它帶到擁槍條件相對地寬鬆的美國市場，從而衍生出使用開放式槍栓的KG-9半自動手槍。由於衝鋒槍的執法機關市場早已經被HK MP5冲锋枪系列所壟斷，結果失去原來銷路的KG-9／TEC-9系列卻流入黑幫及其他組織犯罪分子手上，並且一度成為他們最喜歡的武器，例如在邁阿密的古巴和牙買加幫派曾大量購買該槍並且將其轉換為全自動射擊版本。正因如此，瑞典國際動力把KG-9重新設計成使用閉鎖式槍栓的槍械，使得它難以被轉換為全自動。這種衍生型被稱為KG-99，它在1984年电视剧頻繁露面，而另一方面亦可在法律上被第二類製造商合法地轉換為全自動版本。TEC-9在1985年開始生產，直到1990年停產。
在克利夫蘭學校大屠殺（英語：Cleveland School massacre）以後，TEC-9被加利福尼亞州列入違禁武器列表之中。為了迴避這個禁令，英特拉泰克公司從1990—1994年間將TEC-9重新命名為TEC-DC9（DC，全稱：Designed for California，意為：專為美國加利福尼亞州）出售。TEC-9和後來的TEC-DC9之間最引人注目的外部差異是槍背帶環與拉機柄被從機匣左側轉移到機匣後部的一個可拆卸的沖壓金屬夾子。而兩者在其他方面則相同。
TEC-9和其衍生型TEC-DC9其後又在1994年被美国聯邦政府通過了一條名為《聯邦突擊武器禁制法案》（英語：Federal Assault Weapons Ban，簡稱：AWB）的禁止攻擊武器條款（該條款現已在2004年9月過期）列為19款違禁槍械的名字。這項禁令幾乎導致TEC-9系列停產，並迫使英特拉泰克公司再推出一款名為AB-10的新型號。AB-10可說是迷你TEC-9（英語：TEC-9 Mini）的無槍口螺紋版本，它以被法律限制於10發的可拆卸式彈匣取代了舊型號所使用的20、32和50發可拆卸式彈匣。不過，它仍可使用禁令生效前的大容量彈匣。
然而，在1993年加利福尼亞街101槍擊案和1999年科倫拜高中校園槍擊案之中，犯案的主兇都使用TEC-9的衍生型犯案過後，這款武器開始演變成槍枝暴力的爭論主題。該槍更在1994年聯邦突擊武器禁制法案之中因其名稱而被禁制。加利福尼亞州修訂於1989年由羅伯蒂·魯斯推行的《攻擊性武器管制法》（英語：Assault Weapons Control Act，AWCA），法案規定自2000年1月開始禁止槍械裝有槍管罩筒。
2001年，加州最高法院裁定，英特拉泰克公司不需要為1993年加利福尼亞街101槍擊案承擔任何法律責任。而在同年，該公司結束業務和AB-10的生產。
由於1994年《聯邦突擊武器禁制法案》已過期，目前對TEC-9系列的相關禁令早已失效，故現在平民仍然可以透過在槍店或其他形式購買及轉讓TEC-9和類似的衍生槍械。但這些行為卻在幾個州被禁止，包括紐約州、紐澤西州、馬里蘭州與加利福尼亞州等。

## 流行文化
基於TEC-9在現實中曾被黑幫及其他犯罪組織廣泛使用，許多相關題材的影視作品和電子遊戲均有此槍的影子，並普遍的描繪為可全自動射擊，以重現它們在現實中被犯罪份子非法改裝的事實。

### 電影
- 1986年—：型號為TEC-9，主角傑克·波頓（寇特·羅素飾演）所使用的招牌武器。
- 1992年—：型號為TEC-9 Mini，部份裝有槍管隔熱罩。由阿祖爾的手下和莫可的手下所使用。另外在部份連貫性錯誤鏡頭中主角“流浪樂手”（卡洛斯·加拉爾多（英语：Carlos Gallardo (actor)）飾演）和其他人物使用的MAC-10衝鋒槍會變成該槍。
- 1993年—：型號為TEC-9，使用開放式槍栓並改裝至只能全自動射擊，由“黑幫成員二號”（埃迪·弗里亞斯飾演）在向主角威廉·福斯特（麥克·道格拉斯飾演）復仇時所使用。後來被福斯特連同袋內的武器一同搶奪，並在餐廳內威脅店員賣他早餐及指嚇食客時使用，期間曾不小心走火。
- 2009年—：型號為TEC-9，於終未槍戰期間由利雅（白靈飾演）雙持使用。
- 2010年—：型號為TEC-9，改裝至只能全自動射擊並使用了彈匣並聯，由傑姆·考林（傑瑞米·雷納飾演）用於打扮成波士頓警察局的警員逃避追捕。

### 電子遊戲
- 2012年—：型號為TEC-9，半自動射擊，命名為「Tec-9」，原裝彈32發，为了平衡性于后期改为18发，為恐怖份子專用手槍之一。
- 2013年—《2》：命名為"Blaster 9mm"，可全自動射擊。
- 2014年—《4》：命名為「A-99」，只能全自動射擊，歸類為配槍。
- 2015年—：型號為TEC-9，只能全自動射擊，但射速偏低，命名為「TEC-9」，歸類為衝鋒手槍，發射9×19毫米子彈，載彈量20+1發，最高攜彈量為105+21發（可使用改裝：延長彈匣增至208+26發；單人模式），能夠由罪犯專業人士（Professional）所使用（執法機關解鎖條件為：以任何陣營進行遊戲使用該槍擊殺1250名敵人後購買武器執照），價格為$19,200。可加裝各種進階照準器（改進版機械瞄具、迷你、德爾塔）、附加配件（手電筒、戰術燈、激光瞄準器、延長彈匣（增至25+1發）及槍口零件（制退器、補償器、重槍管、抑制器、消焰器）。單人模式當中則能夠由主角尼古拉斯·門多薩所使用。
- 2018年—《5》：命名為“A-99”，可作半自動及全自動射擊，歸類為配槍。
- 2019年—
- 2019年—《少女前線》：2019年1月簽到槍。
- 2019年—《決勝時刻：Mobile》
- 2021年—《決勝時刻：黑色行動冷戰》：第五季實裝，命名為“TEC- 9”，預設只能半自動射擊。可透過改裝變為全自動或是現實沒有的三連發。
- 2022年—《決勝時刻：現代戰爭II 2022》：第三季實裝，為KG-9及TEC-9的混合槍，全自動射擊，命名為“FTAC Siege”，可作定製改裝。

## 資料來源
1. ↑  . Findlaw.   [2010-01-20]. （原始内容存档于2012-07-11）.
2. ↑  .   [2010-01-20]. （原始内容存档于2012-03-03）.
3. 1 2 3  "Columbine Gun's Maker Closes Up; Legal Battles Ensnarled Navegar and TEC-9 Pistol". The Washington Post (August 18, 2001).
4. ↑  . Salon.   [2010-01-20]. （原始内容存档于2009-06-26）.
5. ↑  . Violence Policy Center.   [2010-01-20]. （原始内容存档于2010-12-02）.
6. ↑  .   [2015-03-02]. （原始内容存档于2008-07-25）.
7. ↑  .   [2012-09-14]. （原始内容存档于2007-02-03）.

## 外部連結
- （英文）—Manual TEC-9 TEC-9 Mini TEC-9 Stainless （页面存档备份，存于）—Intratec 9 manual (PDF) at Nazarian's Gun Recognition Guide
- （英文）—Interdynamic KG-9 Manual
- （英文）—Modern Firearms—Interdynamic KG-9 and Intratec TEC DC-9 "assault" pistol （页面存档备份，存于）